# Reinhard Klädtke
Reinhard Klädtke   (Zschopau, 11 de desembre de 1960) és un antic pilot d'enduro alemany que va destacar en competició durant la dècada del 1980. Com a membre de la selecció de la RDA, va guanyar una edició del Trofeu (1987) i dues del Vas d'argent (1982 i 1984) als Sis Dies Internacionals d'Enduro (ISDE).
Klädtke va començar la seva carrera com a pilot el 1977 al motoclub MC Motorradwerk Zschopau. Només quatre anys més tard, el 1981, va formar part de l'equip de la RDA per al Trofeu als ISDE d'Elba. Tot seguit va passar a integrar l'equip del Vas d'argent, competició que va ajudar a guanyar les edicions de 1982 (Považská Bystrica) i 1984 (Assen). A partir de 1985 tornà a formar part de l'equip del Trofeu. El 1987 va passar a l'equip de fàbrica de Simson, canviant la seva MZ 500 per una Simson 125. Aquell any mateix va aconseguir el seu major èxit internacional en guanyar el Trofeu als ISDE de Jelenia Góra, Polònia. Klädtke es va retirar de les competicions a començaments de la dècada del 1990.

## Palmarès
- 1 Trofeu als ISDE (1987)
- 2 Vasos d'argent als ISDE (1982, 1984)